# Задоволені діти
«Задоволені діти» (англ. Children of Pleasure) — американський комедійний мюзикл режисера Гаррі Бомонта 1930 року.

## У ролях
- Лоуренс Грей — Денні Ріган
- Вінн Гібсон — Емма Грей
- Джудіт Вуд — Пет Тайер
- Кеннет Томсон — Род Пек
- Лі Колмар — Берні
- Мей Болі — Фанні Кайе
- Бенні Рубін — Енді Літтл